# 8 (film)
8 è un film collettivo del 2008 prodotto in Francia. Il film è composto da otto cortometraggi ispirati agli otto obiettivi fissati nel settembre 2000 dalle Nazioni Unite per migliorare la vita della popolazione mondiale. Ciascuna storia è stata scritta da un regista famoso ed è legata ad uno degli obiettivi di sviluppo del Millennio.

## Trama
- Tiya's Dream, regia di Abderrahmane Sissako – obiettivo 1: dimezzare povertà e malnutrizione (Etiopia)
- The Story of Panshin Beka, regia di Jan Kounen – obiettivo 5: migliorare la salute materna (Amazzonia peruviana)
- The Letter, regia di Gael García Bernal – obiettivo 2: istruzione primaria universale (Islanda)
- SIDA, regia di Gaspar Noé – obiettivo 6: combattere HIV/AIDS, malaria e altre malattie (Burkina Faso)
- How Can It Be?, regia di Mira Nair – obiettivo 3: pari opportunità ed empowerment femminile (Stati Uniti d'America)
- The Water Diary, regia di Jane Campion – obiettivo 7: assicurare la sostenibilità ambientale (Australia)
- Mansion on the Hill, regia di Gus Van Sant – obiettivo 4: ridurre la mortalità infantile (Stati Uniti d'America)
- Person to Person, regia di Wim Wenders – obiettivo 8: una partnership globale per lo sviluppo (Germania)[1]

## Distribuzione
The Water Diary, diretto da Jane Campion, è stato proiettato fuori concorso al Festival di Cannes del 2007.

## Controversie
L'Organizzazione delle Nazioni Unite nel mese di aprile 2008 ha contattato i produttori chiedendo che fosse ritirato il cortometraggio di Mira Nair in quanto lo ritenevano offensivo nei confronti dell'Islam. I produttori non hanno modificato il film, al contrario hanno tolto il logo dell'ONU dal progetto indicando che "gli otto film non rappresentano il punto di vista delle Nazioni Unite". L'ONU ha in seguito contattato il Festival di Cannes e altre rassegne minori, premendo affinché 8 non fosse selezionato. Ciononostante il film è stato presentato in oltre 130 festival cinematografici e ha ricevuto recensioni positive, anche se il cortometraggio meno apprezzato è stato How Can It Be? di Mira Nair, seguito da Mansion on the Hill di Gus Van Sant.